# Ричмонд, Деон
Деон Ричмонд (англ. Deon Richmond; род. 2 апреля 1978, Нью-Йорк, США) — американский актёр. Известен по роли Руди Хакстейбла, друга Кенни, из популярного ситкома «Шоу Косби», канала NBC. Также он сыграл роль Тамера Моури, бойфренда Джордан Беннет, в телевизионном сериале «Сестра, сестра». Сначала (в 5 сезоне) он появлялся периодически, начиная с 6 сезона — постоянно.
После «Шоу Косби» он появился в таких фильмах, как «Крик 3», «Король вечеринок», «Оболтус», «Недетское кино» и в независимом фильме «Топор». Деон появился в клипе группы Kool & the Gang «Cherish», в роли маленького ребёнка. Его телевизионные работы включают второстепенные роли в таких ситкомах, как «Как я» и «Сестра, сестра» и «Учитель». Ричмонд сыграл молодого Эдди Мёрфи в начале сцены «Эдди Мёрфи «Как есть»». Деон также появился у Kris Kross в клипе «Warm It Up» в начале 1990-х.

## Фильмография
- Вражеская территория (1987)
- Эдди Мерфи «Как есть» (1987)
- Блюз о лучшей жизни (1990)
- Оболтус (1999)
- Крик 3 (2000)
- Недетское кино (2001)
- Король вечеринок (2002)
- Топор (2006)
- Зелёный фонарь (2011)